# Dianthus mercurii
Dianthus mercurii là loài thực vật có hoa thuộc họ Cẩm chướng. Loài này được Heldr. mô tả khoa học đầu tiên năm 1876.